# الکساندر میتروفانوف
الکساندر میتروفانوف (اوکراینی: Олександр Митрофанов؛ زادهٔ ۱ نوامبر ۱۹۷۷) بازیکن فوتبال اهل اوکراین است.
از باشگاه‌هایی که در آن بازی کرده‌است می‌توان به باشگاه فوتبال آق‌تپه، باشگاه فوتبال آنژی مخاچ‌قلعه، باشگاه فوتبال تاوریا سیمفروپول، و باشگاه فوتبال اورداباسی اشاره کرد.
وی همچنین در تیم ملی فوتبال زیر ۲۱ سال اوکراین بازی کرده‌است.